# No Such Thing as a Fish
No Such Thing as a Fish är en brittisk podd producerad och presenterad av faktagruppen bakom tv-programmet QI. I podden presenterar faktasamlarna, kallade The QI Elves (QI-nissarna), den roligaste faktauppgiften de har hittat under den senaste veckan. Vanligtvis presenteras podden av James Harkin, Andrew Hunter Murray, Anna Ptaszynski och Dan Schreiber, men ibland byts någon av dem ut mot någon av deras andra kollegor eller andra gäster.
I maj 2016 producerade BBC en tv-serie kallad No Such Thing as the News som avknoppning av podden.  
I december 2023 fanns det 510 avsnitt av podden. Avsnitten är vanligtvis 30-60 minuter långa och ett nytt avsnitt släpps varje fredag.  

## Namnet
Poddens titel kommer från en faktauppgift i tv-serien QI. I säsong 8 ("Series H"), avsnitt 3, berättade biologen Stephen Jay Gould att han efter en livstids studier av fiskar dragit slutsatsen att fiskar inte finns. Resonemanget bakom slutsatsen var att trots mängden vattenlevande varelser så är de flesta inte särskilt nära besläktade med varandra. En lax är till exempel närmare besläktad med en kamel än med en pirål.

## Format
I varje avsnitt turas programledarna om att berätta sin favoritfaktauppgift från den senaste veckan varpå gruppen diskuterar faktan och de andra programledarna bidrar med andra fakta och information som anknyter till ämnet.